# 杰弗里·艾林
杰弗里·艾林（英語：Geoffrey Ayling，1939年11月9日—），澳大利亚男子射击运动员。他曾代表澳大利亚参加1978年和1982年英联邦运动会射击比赛，其中1982年英联邦运动会获得一枚金牌。